# 布拉伊爾基
49°31′28″N 34°15′47″E / 49.52444°N 34.26306°E
布拉伊爾基（烏克蘭語：Браїлки），是烏克蘭中部的村莊，隸屬波爾塔瓦州的波爾塔瓦區。該村處於波盧濟爾亞河畔，分別距離瓦西基3.5公里和特韋爾多赫利比2公里，海拔高度95米，2016年人口3。地址暫存器 （页面存档备份，存于）